# Cydia interscindana
Cydia interscindana é uma espécie de insetos lepidópteros, mais especificamente de traças, pertencente à família Tortricidae.
A autoridade científica da espécie é Möschler, tendo sido descrita no ano de 1866.
Trata-se de uma espécie presente no território português.